# Me ne frego (песня, 1936)
Me ne frego — итальянская патриотическая песня, написанная композитором Р. Приско и поэтом Е. А. Марио в 1936 году и изданная лейблом Odeon. В 1997 году песня в оригинальной записи вошла в состав пятого альбома сборника Era Fascista.

## Смысл песни
Фраза итал. Me ne frego буквально означает «мне безразлично» в грубой форме. Он происходит от глагола-идиомы итал. fregarsene, эмоционально описывающим пренебрежение. Соответственно и фразу me ne frego можно с сохранением эмоционального окраса перевести как «мне пофиг», «меня не колышет», «плевать я хотел» и т. д. Она происходит из римского диалекта. В военно-патриотическом смысле лозунг впервые был упомянут 15 июня 1918 года в Джавера-дель-Монтелло между капитаном Петро Занинелли из 27-го батальона Бесстрашных и майором Фрегулья в ходе битвы при Пьяве. Фрегулья сказал Занинелли, что вместе со своей ротой он должен напасть на австрийцев в здании в Джавера-дель-Монтелло; Фрегулья добавил, что это самоубийственная миссия, но её нужно выполнить любой ценой. Занинелли посмотрел на Фрегулья и ответил: «Товарищ командир, мне плевать, вы делаете то, что должны делать для короля и для отечества» (итал. Signor comandante io me ne frego, si fa ciò che si ha da fare per il re e per la patria). Занинелли героически погиб в бою. В дальнейшем этот лозунг, подразумевающий презрение опасности и безразличие к смерти, распространился среди Бесстрашных, а после Первой мировой войны стал одним из девизов лояльных Муссолини военно-патриотических групп Сквадризмо. В наши дни он утратил политический подтекст и обычно употребляется в знак храбрости, безразличия к опасности или страху.
Песня, отсылая к патриотическому девизу, рассказывает о бесстрашии перед лицом угрозы, готовности отринуть собственный комфорт во имя родины. Во втором куплете утверждается, что высказать его в ответ на претензии «Альбиона» (то есть Великобритании) мог бы сам Бенито Муссолини, а в четвёртом — что он звучит непосредственно от Италии в адрес всех несогласных с её амбициями: это отсылка к войне в Эфиопии, в ходе которой Италия начала активное освоение Восточной Африки. Пятый куплет сообщает, что даже темнокожий аскари, выучивший итальянский язык, в доказательство итальянского патриотизма готов с радостью повторять этот лозунг. Все куплеты подводят к припеву таким образом, что он всякий раз выглядит как цитата:

Мне плевать — не знаю, хорошо ли я объясняю — мне плевать на то, что мне нравится.Оригинальный текст (итал.)Me ne frego non so se ben mi spiego,

Me ne frego con quel che piace a me.